# Wybory parlamentarne w Niemczech w 1961 roku
Wybory do niższej izby parlamentu Republiki Federalnej Niemiec (Bundestagu), odbyły się 17 września 1961 roku. Konrad Adenauer pozostał kanclerzem, tworząc koalicję pomiędzy CDU/CSU a FDP. W 1963 Adenauer podał się do dymisji w związku ze skandalem (aresztowanie pięciu dziennikarzy). Ludwig Erhard przejął jego obowiązki na stanowisku kanclerza.

## Wyniki wyborów
| Partia                                  | Głosy      | %      | Zmiana | Miejsca | Zmiana | % miejsc |
| --------------------------------------- | ---------- | ------ | ------ | ------- | ------ | -------- |
| Christlich-Demokratische Union          | 11,283,901 | 35.76% | -3.9%  | 192     | -23    | 38.5%    |
| Christlich-Soziale Union                | 3,014,471  | 9.55%  | -1.0%  | 50      | -5     | 10.0%    |
| Sozialdemokratische Partei Deutschlands | 11,427,355 | 36.22% | +4.47% | 190     | +21    | 38.1%    |
| Freie Demokratische Partei              | 4,028,766  | 12.77% | +5.06% | 67      | +26    | 13.4%    |
| Inne partie                             | 1,796,408  | 5.69%  |        | 0       |        | 0.0%     |
| Razem                                   | 31,550,901 | 100.0% |        | 499     | +2     | 100.0%   |